# Cecil Boden Kloss

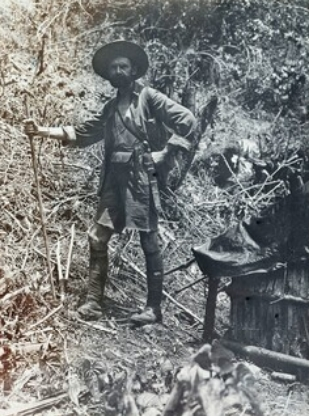
Cecil Boden Kloss in Neuguinea (1912/13)

Cecil Boden Kloss (* 28. März 1877 in Acocks Green, Warwickshire; † 19. August 1949 in Chichester, Sussex) war ein englischer Zoologe. Sein Spezialgebiet waren die Säugetiere und Vögel Südostasiens.
Zu Beginn des 20. Jahrhunderts begleitete Kloss den amerikanischen Naturwissenschaftler William Louis Abbott auf eine Expeditionsreise auf die Andamanen und die Nikobaren. Während der Jahre 1912/1913 nahm Kloss als Zoologe an einer Expedition nach Neuguinea teil, die von dem Mediziner und Forschungsreisenden Sandy Wollaston geleitet wurde. Beginnend von 1908 arbeitete er unter Herbert Christopher Robinson am Museum in Kuala Lumpur. Von 1923 bis 1932 war er Leiter des Raffles Museums in Singapur. Sein Nachfolger in diesem Amt war Frederick Nutter Chasen.

## Benennungen
Nach Kloss sind eine Reihe von Pflanzen und Tieren benannt. Dazu gehören unter anderem:
Pflanzen:
- Eugenia klossii, Pflanze endemisch in Malaysia
- Nepenthes klossii, Pflanze endemisch in Neuguinea
- Begonia klossii, Begonie
- Rungia klossii, Pflanze Neuguineas
- Cyathea klossii, Baumfarn, der im Westen Neuguineas vorkommt
- Adiantum klossii, Farn

Säugetiere:
- Hylobates klossii, Kloss-Gibbon
- Euroscaptor klossi, Kloss-Maulwurf

Vögel:
- Langbianalcippe (Schoeniparus klossi Delacour & Jabouille, 1931)
- Jagdelster (Cissa chinensis klossi Delacour & Jabouille, 1924)
- Bubo coromandus klossii Robinson, 1911, Unterart des Koromandeluhus

Reptilien:
- Emoia klossi, Skink
- Gonocephalus klossi, eine Winkelkopfagame Sumatras
- Fimbrios klossi, asiatische Schlange
- Hydrophis klossi, asiatische Seeschlange

## Veröffentlichungen (Auswahl)
- In the Andamans and Nicobars; The narrative of a cruise in the schooner „Terrapin“, with notices of the islands, their fauna, ethnology, etc. 1903.
- Herbert Christopher Robinson, Cecil Boden Kloss: Nine new oriental birds. In: Journal of the Federated Malay States Museums. Band 10, Nr. 3, 1921, S. 203–206 (englisch, biodiversitylibrary.org [abgerufen am 17. März 2017]).
- Herbert Christopher Robinson, Cecil Boden Kloss: On Birds from South Annan and Cochin China. In: The Ibis (= 11). Band 1, Nr. 22, 1911, S. 392–453 (englisch, biodiversitylibrary.org [abgerufen am 17. März 2017]).